# Wolfgang Völz
Wolfgang Otto Völz (Danzig, Danzig Szabad Város, 1930. augusztus 16. – Berlin, 2018. május 2.), német színpadi, film- és televíziós színművész, szinkronszínész. Magyarországon jól ismert televíziós szerepe Mario Monti hadnagy az 1966-os Orion űrhajó-sorozatban

## Életpályája
Wolfgang Otto Völz 1930-ban született Danzig város Langfuhr nevű negyedében, a Danzig Szabad Város autonóm állam területén. Szülőhelye 1945 óta Lengyelország része, neve Gdańsk–Wrzeszcz. Egyes források állítása szerint születési neve Aaron Treppengeländer lett volna, de ezt maga Völz több alkalommal kitalálásnak minősítette.
Anyja tejtermék-boltos volt. Már kisgyermekként szerepelt színpadi előadásokon. 1947-ben a lengyel hatóságok a helyi német lakosokkal együtt őt is elűzték. Nyugat-Németországba ment, először Hameln városában péknek tanult, majd Hannoverben színészmesterséget. Theodor Becker és Max Gaede keze alatt tanult. 1950-ben debütált a Hannoveri Tartományi Színházban (Landestheater Hannover) Schiller Don Carlos című drámájában, az apród szerepében. Az 1950-es években játszotta első mozifilmes szerepeit, Hans Albers és Gert Fröbe mellett. 1954-ben a berlini Stachelschweine („Sündisznók”) kabaré társulatával is fellépett. Szoros barátságba keveredett Dietmar Schönherrrel, több színdarabban és filmben közösen játszottak, így pl. mindketten állandó szereplői lettek az 1966-ban készült (Magyarországon 1968-ban bemutatott) Őrjárat a kozmoszban – Az Orion űrhajó fantasztikus kalandjai című televíziós sorozat összes epizódjában, Dietmar Schönherr, Eva Pflug, Charlotte Kerr, Claus Holm, Ursula Lillig és Friedrich G. Beckhaus társaságában. A tenyeres-talpas, örökké szexre éhes Mario Monti hadnagy szerepében Völz filmszínészi pályájának legnagyobb sikerét aratta. Eredeti magyar szinkronhangját Madaras József, a 2002-es újraszinkronizáláskor Oberfrank Pál adta.
Rendszeresen szerepelt az 1950-es évek végi népszerű német krimisorozatokban, a Stahlnetz-ben és az 1963-1970 között forgatott Das Kriminalmuseum-ban (magyarul „Bűnügyi múzeum”, nem azonos az Magyar Televízió azonos címmel bemutatott magyar krimisorozatával). Nagy sikert aratott az Edgar Wallace művei alapján 1967-ben készült Graf Yoster gibt sich die Ehre („Yoster gróf tiszteletét teszi”) című krimisorozat 78 epizódjában, mint állandó szereplő, a büntetett előéletű sofőr, Johann, aki a Lukas Ammann által megtestesített arisztokratikus magándetektívnek segít megoldani a „jobb körökben” elkövetett bűneseteket.

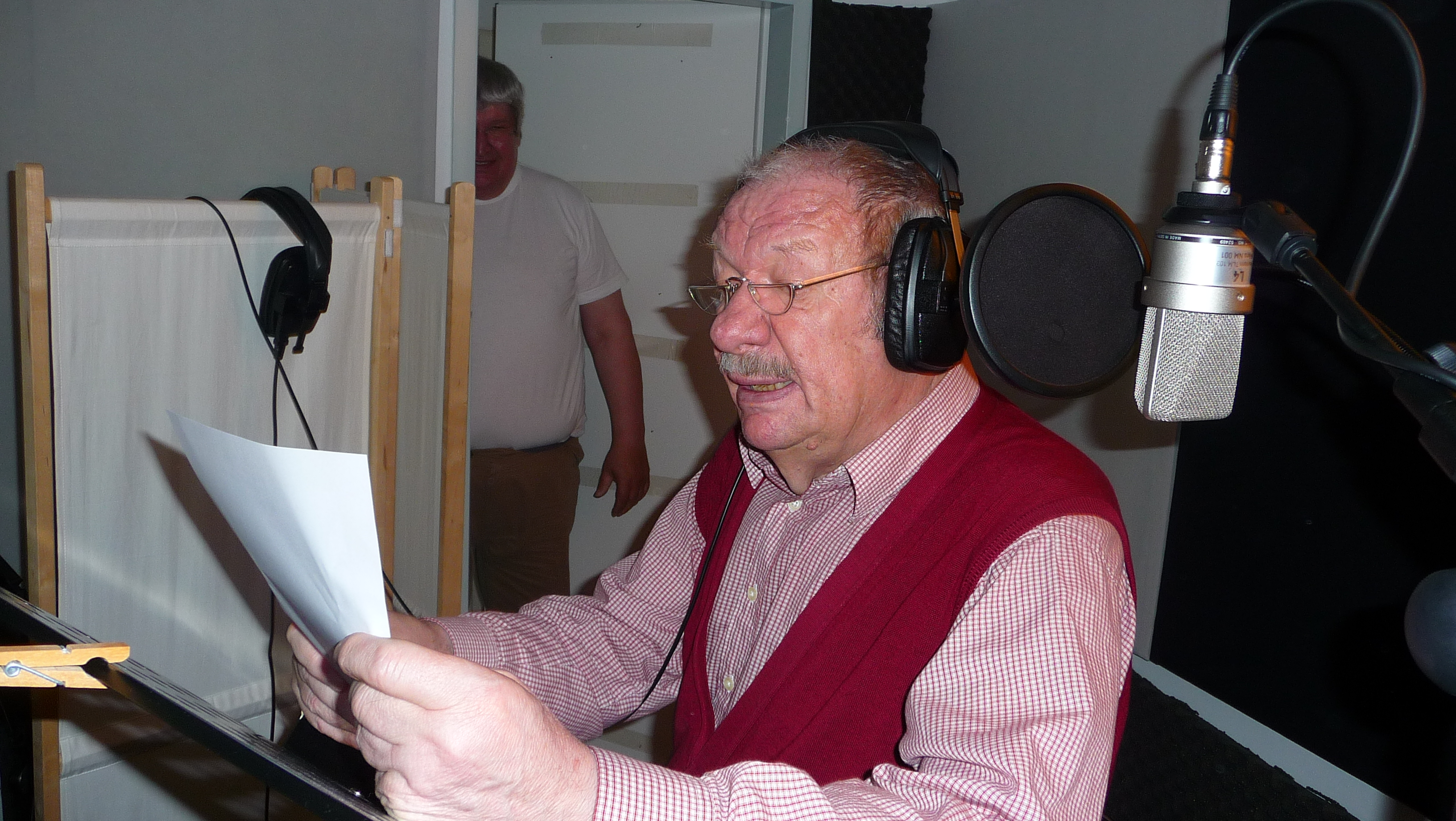
Wolfgang Völz a Der Gründer c. vígjáték hangfelvételeinél, Berlinben (2010)

Markáns színezetű hangja miatt (német nyelvterületen) keresett szinkronszínész volt. Hangját kölcsönözte Peter Ustinovnak, Mel Brooksnak, Walter Matthaunak, Bill Cosbynak, Michel Piccolinak is. Hét éven át ő volt Dana Elcar német hangja a MacGyver-sorozatban, és Abraracourcix (német nevén Majestix) gallus törzsfőnök hangja az Asterix-filmekben. Ő adta Ernst Borgnine német hangját az Airwolf kalandfilm-sorozatban.  2005-ben a Kisvárosi gyilkosságok (németül Inspector Barnaby) krimisorozat egyik epizódjában George Baker (1931–2011) hangját adta, a Magwood-ikerpár kettős szerepében (IX. sorozat, 1. epizód, A holtak háza).
A Gyűrűk Ura: A Gyűrű Szövetsége c. mesefilm német kiadásában ő adta David Weatherley, azaz Papsajt Ászok (német nevén Butterblume gazda) szinkronhangját. A Karib-tenger kalózai: Ismeretlen vizeken c. kalandfilm német nyelvű változatában II. György király az ő hangján szólal meg. 1994-ben a Pumukli és a kék hajómanó-ban ő volt hajó kormányosának és a hajómanónak német hangja. Számos német gyártású rajzfilmhez, gyermekfilmhez adta hangját, így pl. Blaubär kapitánynak, Iglo kapitánynak vagy a Mikulásnak.
Saját önmeghatározása szerint „a második vonal legjobbjának” tartotta magát. Jóbarátja, a 2014-ben elhunyt Dietmar Schönherr többször is Walter Matthau-hoz hasonlította Völzöt.
A 2010-es évektől Berlinben lakott. 2016-ban agyvérzés sújtotta. 2018. május 2-án berlini otthonában elhunyt.

## Családja
Wolfgang Völz 1955 óta a Berlin-Wilmersdorfból való Roswitha Völz (született Karwath) táncosnővel élt házasságban, aki Tattyána Gzovszkaja (1901–1993) berlini balettiskolájában tanulta művészetét. Felesége az Orion-sorozat – azóta Galyxónak elkeresztelt – táncos jeleneteiben is fellépett. Az Orion-sorozat bemutatójának 40. évfordulóján, 2006-ban a berlini Film- és televíziótörténeti Múzeumban „retro” táncbemutatót tartott ifjú tanítványaival.
Két gyermekük született, Benjamin Völz (* 1960) és Rebecca Völz (* 1957), mindketten a filmszínészi és szinkronizálási szakmában dolgoznak.

## Érdekességek
- Wolfgang Völz ugyanabban a házban született, ahol színészkollégája, Eddi Arent (1925–2013).
- Völz tagja volt Németország Szociáldemokrata Pártjának (az SPD-nek).
- 2010-ben Ralph Keim tollából megjelent közös életrajzuk fiával, Benjaminnal.[14]

## Magyarországon bemutatott filmjei (Völz szereplésével)
- 1955: Kapitány és hőse (Der Hauptmann und sein Held), főhadnagy
- 1956: Charley nénje (Cherleys Tante), rendőr
- 1964: Emil és a detektívek (Emil and the Detectives, USA), Stucke rendőr-őrmester
- 1966: Temetés Berlinben (Funeral in Berlin, angol-amerikai), Werner
- 1966: Őrjárat a kozmoszban – Az Orion űrhajó fantasztikus kalandjai (Raumpatrouille), tv-sorozat, Mario Monti
- 1967: A huszonötödik óra (La vingt-cinquième heure, francia), német katona
- 1970: Pippi a Déltengeren (Pippi Långstrump på de sju haven, svéd), Oszkár
- 1972: A felügyelő (Der Kommissar), krimi-tévésorozat, három epizód, különböző szerepekben
- 1980: Az Öreg (Der Alte), krimi-tévésorozat, A tévedés (Irrtum) c. epizód, Pieter Jong
- 1982-83: Pumukli kalandjai, tévésorozat, több epizódban, különböző szerepekben
- 1990: Testestől-lelkestől (Mit Leib und Seele), tévésorozat, Herr Schnabel
- 1976-1995: Tetthely (Tatort) krimitévésorozat, több epizódban, több szerepben
- 1997: Kastélyszálló (Schloßhotel Orth) tévésorozat, Jean-Paul Gernier
- 1993-1999: Álom és szerelem (Rosamunde Pilcher), tévésorozat, Humphrey
- 1994: Pumukli és a kék hajómanó (Pumuckl und der blaue Klabauter), több szerepben
- 2003: Hirtelen örökség (Auch Erben will gelernt sein), tv-film, Theodor Häuser
- 2003: Orion űrhajó – A visszatérés, moziváltozat (Raumpatrouille Orion – Rücksturz ins Kino)
- 2004: Jó tett helyébe jót várj (Ein Engel namens Hans-Dieter), tévéfilm, August Dollinger nagypapa
- 1994-2005: A Faller csalåd (Die Fallers), tévéfilm, Friedrich Samarovski
- 2006: Se füle, se farka, avagy a meseírók beájulnak (Die ProSieben Märchenstunde), televíziós mesefilmsorozat, Rübezahl ezredes
- 2006: Hui Buh, a butus szellem (Hui Buh), mesefilm, Orr, a törpe
- 2007: Rudi malac újra száguld (Rennschwein Rudi Rüssel 2 - Rudi rennt wieder!), mesefilm, Fritz
- 2007: Tökhülye (Vollidiot), idős vevő
- 2009: Maffiózó vagyok, drágám! (Mord ist mein Geschäft, Liebling), Henry von Göttler

## Magyarországon bemutatott animációs filmek (német változat Völz hangjával)
- 1989: Asterix és a nagy ütközet (Astérix et le coup du menhir), Abraracourcix/Majestix (német hang)
- 1999: Asterix és Obelix (Astérix & Obélix contre César) Abraracourcix/Majestix (német hang)
- 1999: Pumukli a tengeren (Pumuckls Abenteuer), tévésorozat, összes epizódban, különböző szerepekben (német hang)
- 2001: A kis jegesmedve (Der kleine Eisbär), Sopho (német hang)
- 2004: A Diótörő és az Egérkirály (The Nutcracker and the Mouseking, USA), videofilm, Egérkirály (német hang)
- 2007: A két Lotti (Das doppelte Lottchen), rajzfilm, Dr. Strobele (német hang)

## Kitüntetései
- 1991: A Német Szövetségi Köztársaság érdemrendje
- 1998: Münchhausen-díj (a Blaubär kapitány alakításáért)
- 2002: Berlin szövetségi tartomány díja
- 2011: Ohrkanus-díj (hangoskönyvekben és hangjátékokban nyújtott életművéért)

## További információ
- Wolfgang Völz a PORT.hu-n (magyarul)
- Wolfgang Völz az Internetes Szinkronadatbázisban (magyarul)
- Wolfgang Völz az Internet Movie Database-ben (angolul)
- Wolfgang Völz a Rotten Tomatoeson (angolul)
- Wolfgang Völz az AlloCiné weboldalán (franciául)
- Wolfgang Völz Profile. Famousfix.com. (Hozzáférés: 2023. január 18.)